# Saint-Quentin-sur-Charente
Saint-Quentin-sur-Charente ist eine französische Gemeinde mit 202 Einwohnern (Stand: 1. Januar 2022) im Département Charente in der Region Nouvelle-Aquitaine (vor 2016 Poitou-Charentes); sie gehört zum Arrondissement Confolens und zum Kanton Charente-Vienne.

## Geographie
Saint-Quentin-sur-Charente liegt etwa 45 Kilometer ostnordöstlich von Angoulême an der zum Lac de Lavaude aufgestauten Charente und wird umgeben von den Nachbargemeinden Exideuil-sur-Vienne im Norden und Nordwesten, Chabanais im Osten und Nordosten, Pressignac im Osten, Lésignac-Durand im Süden und Westen sowie Terres-de-Haute-Charente mit Suris im Nordwesten.

## Bevölkerungsentwicklung
| Jahr                       | 1962 | 1968 | 1975 | 1982 | 1990 | 1999 | 2006 | 2018 |
| Einwohner                  | 347  | 294  | 250  | 245  | 250  | 232  | 227  | 216  |
| Quellen: Cassini und INSEE |      |      |      |      |      |      |      |      |

## Sehenswürdigkeiten

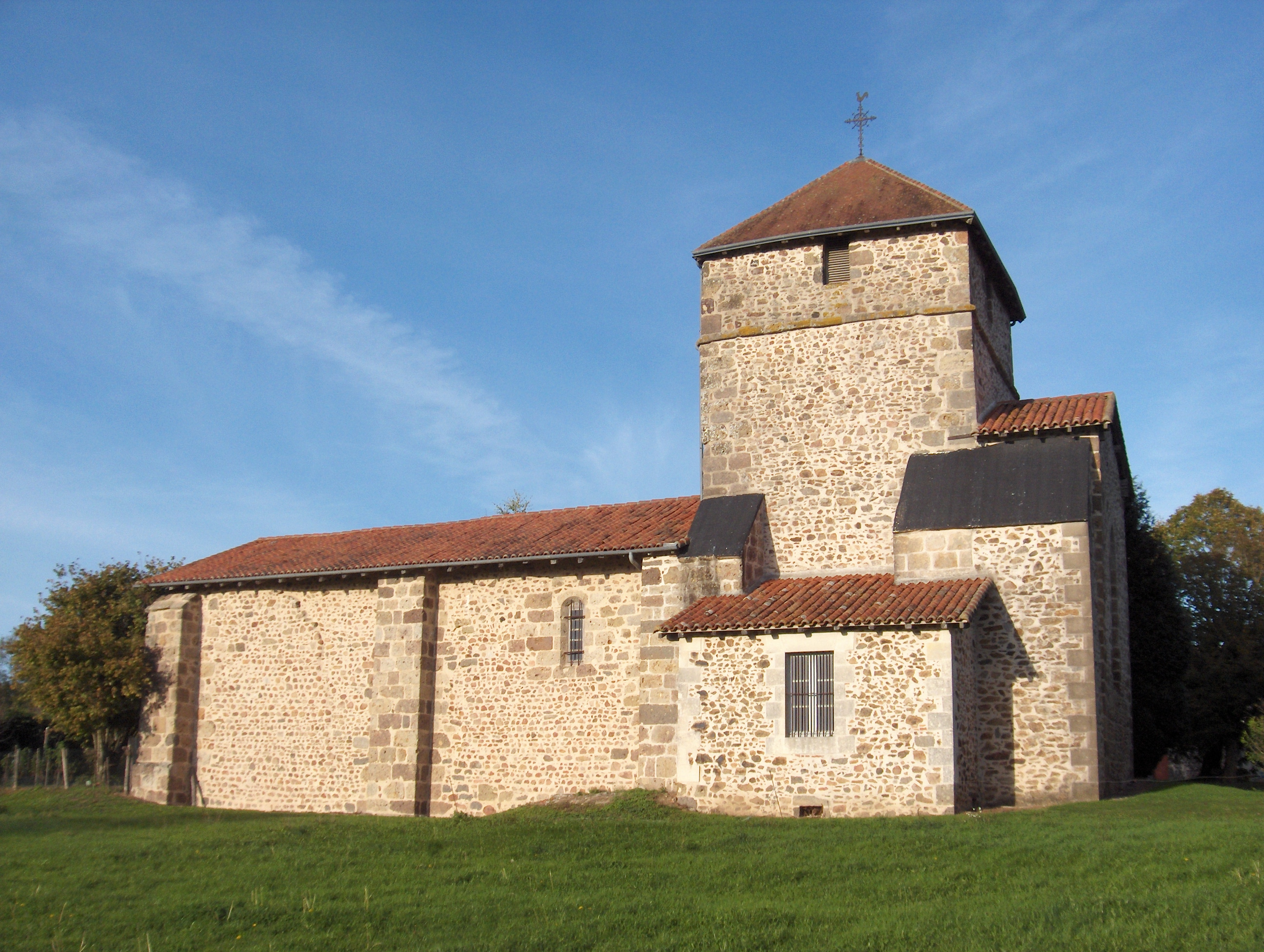
Kirche Saint-Romain
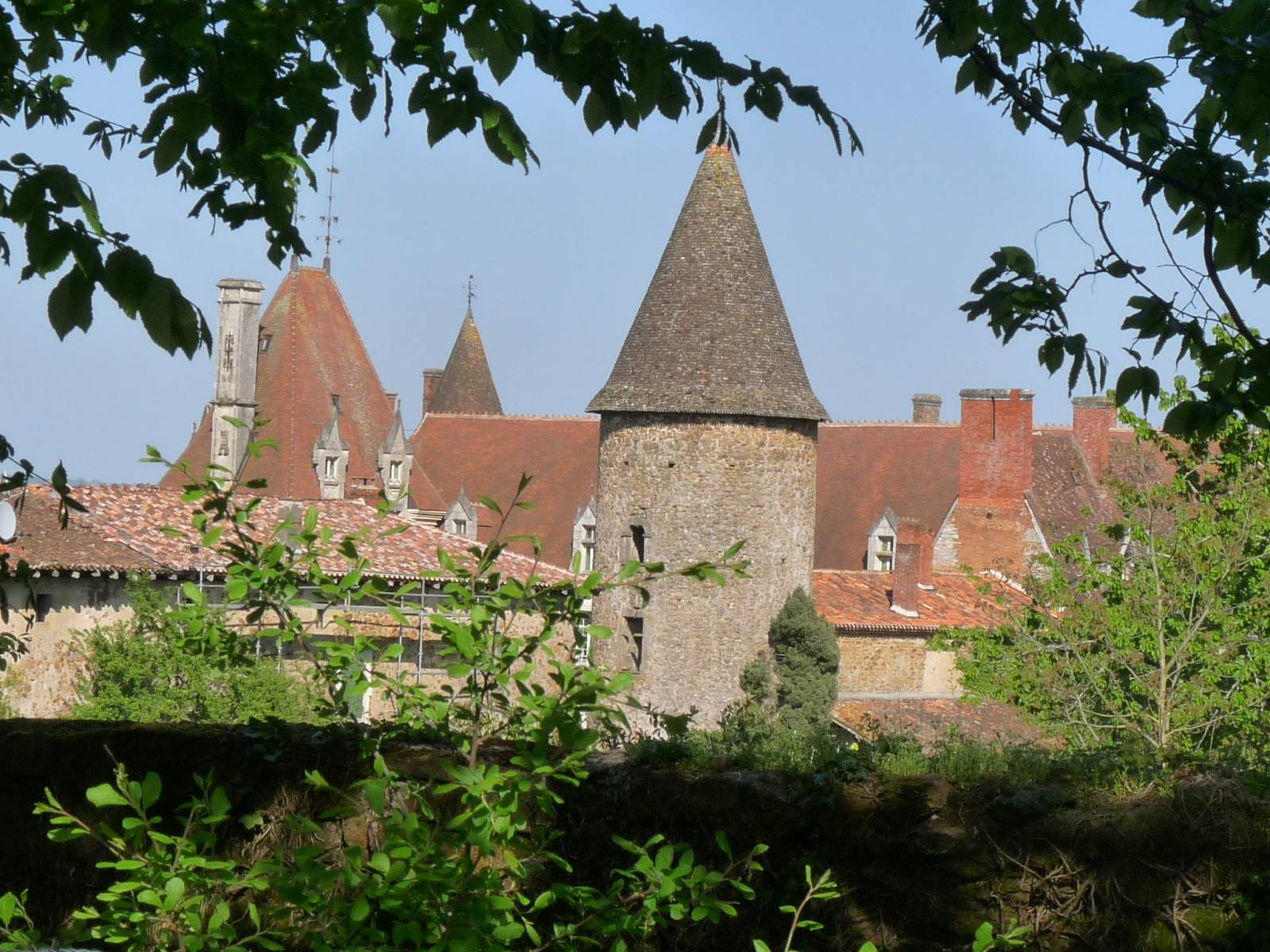
Schloss Pressac

- Kirche Saint-Romain
- Schloss Pressac